# Praça Sintagma
A praça Sintagma (em grego:  Πλατεία Συντάγματος, Platía Sindágmatos, que significa Praça da Constituição) é uma das principais praças de Atenas, capital da Grécia.
Recebeu o seu nome depois da Constituição que o rei Oto I da Grécia foi forçado a aceitar depois da rebelião militar que começou em 3 de setembro de 1843.
O túmulo do soldado desconhecido da Grécia e o Parlamento Helénico localizam-se nesta praça. É servida pelo metrô de Atenas, estação Syntagma.

## História

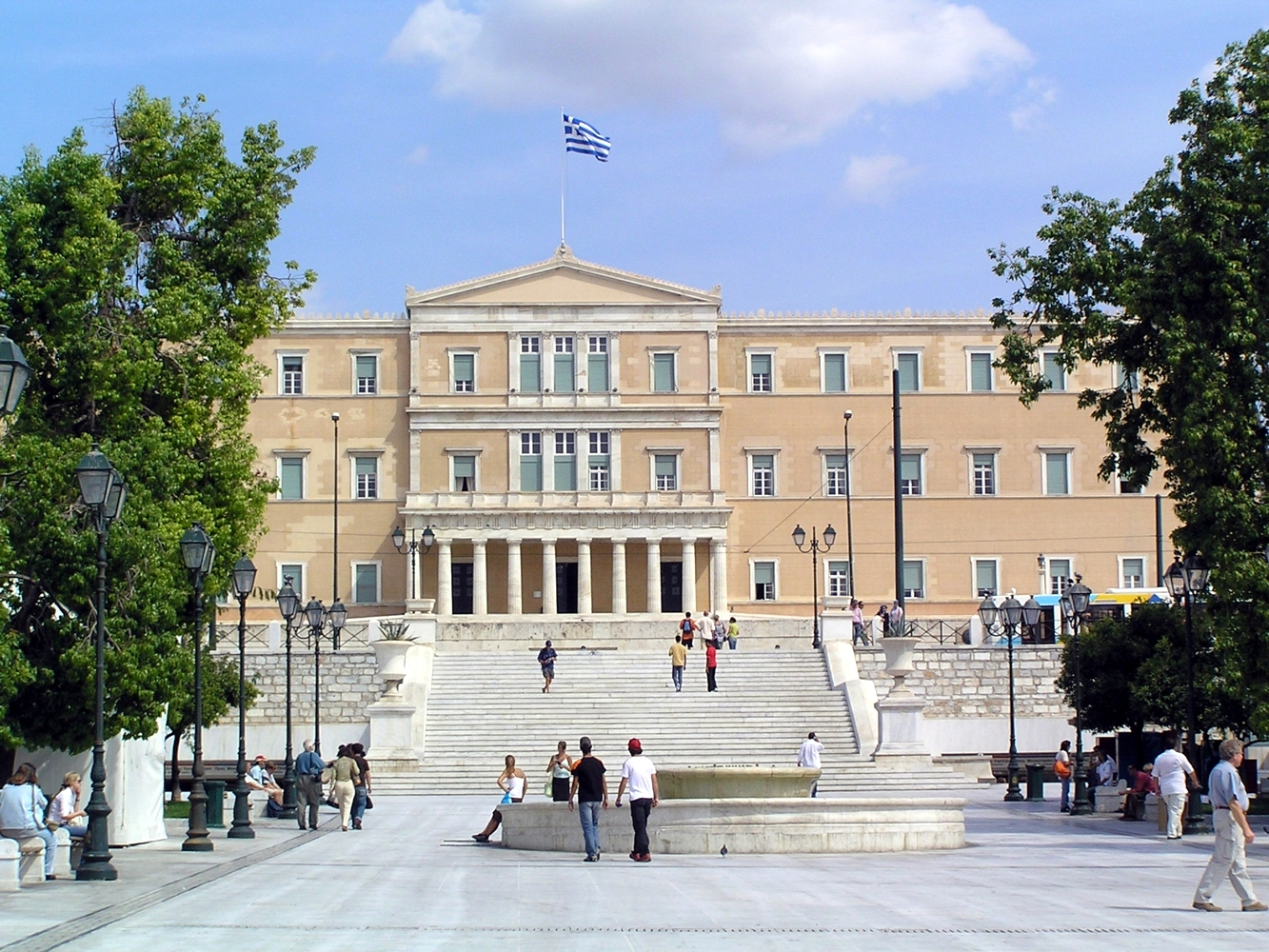
Praça Sintagma e Parlamento Helénico.

A praça foi projetada e construída no início do século 19, logo após o rei Otto mudar a capital do recém-nascido Reino Grego de Náuplia para Atenas em 1834. Foi projetada como uma das duas praças centrais da Atenas moderna, situada no que eram então os limites orientais da cidade. A segunda praça era a Praça Omonoia, ao norte da cidade. Embora o Palácio Real do Rei Otto tenha sido inicialmente planejado para ser erguido na Praça Omonia, um local com vista para a praça oriental foi considerado uma opção melhor. Assim, o primeiro nome da praça foi "Praça do Palácio". As obras de construção do Palácio Velho, a norte da praça, iniciaram-se em 1836 e prolongaram-se até 1843. 

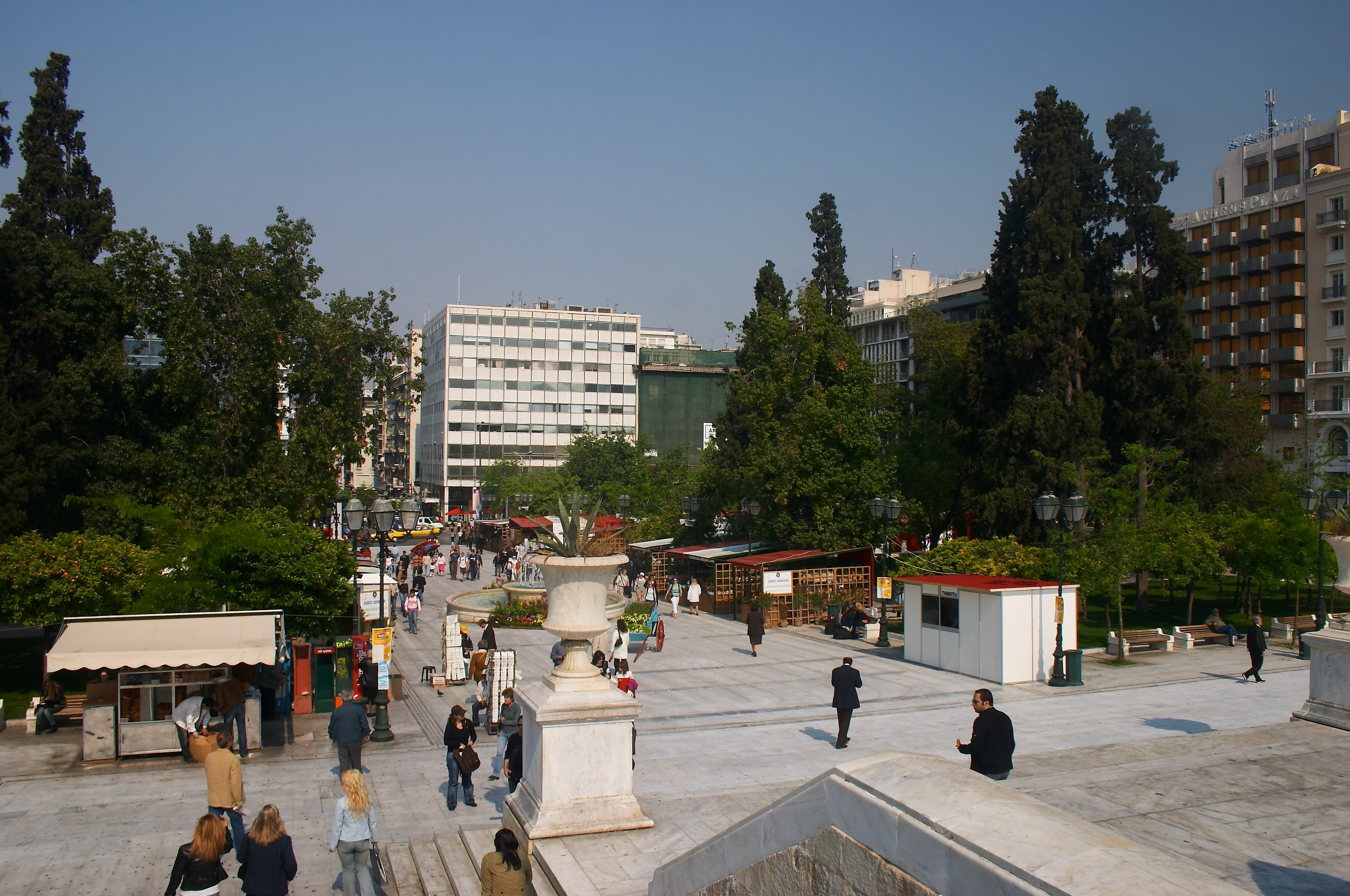
Praça Sintagma, vista desde o Parlamento.

No final de julho de 1843 revolta popular e militar ocorreu na capital grega em 3 de setembro de 1843. Soldados sob o comando de Dimitrios Kallergis se reuniram em frente ao palácio e exigiram a concessão da constituição. O rei Otão foi então obrigado a conceder a primeira Constituição da Grécia. Em memória do evento, a praça do palácio foi renomeada para Praça da Constituição ou Praça Syntagma em grego.
No verão de 1900, na Praça, filmes eram projetados ao ar livre, nos cafés.

Entre 2010 e 2012, a praça foi palco de protestos em massa de multidões de milhares de pessoas, devido ao agravamento da situação econômica durante a crise da dívida do governo grego.

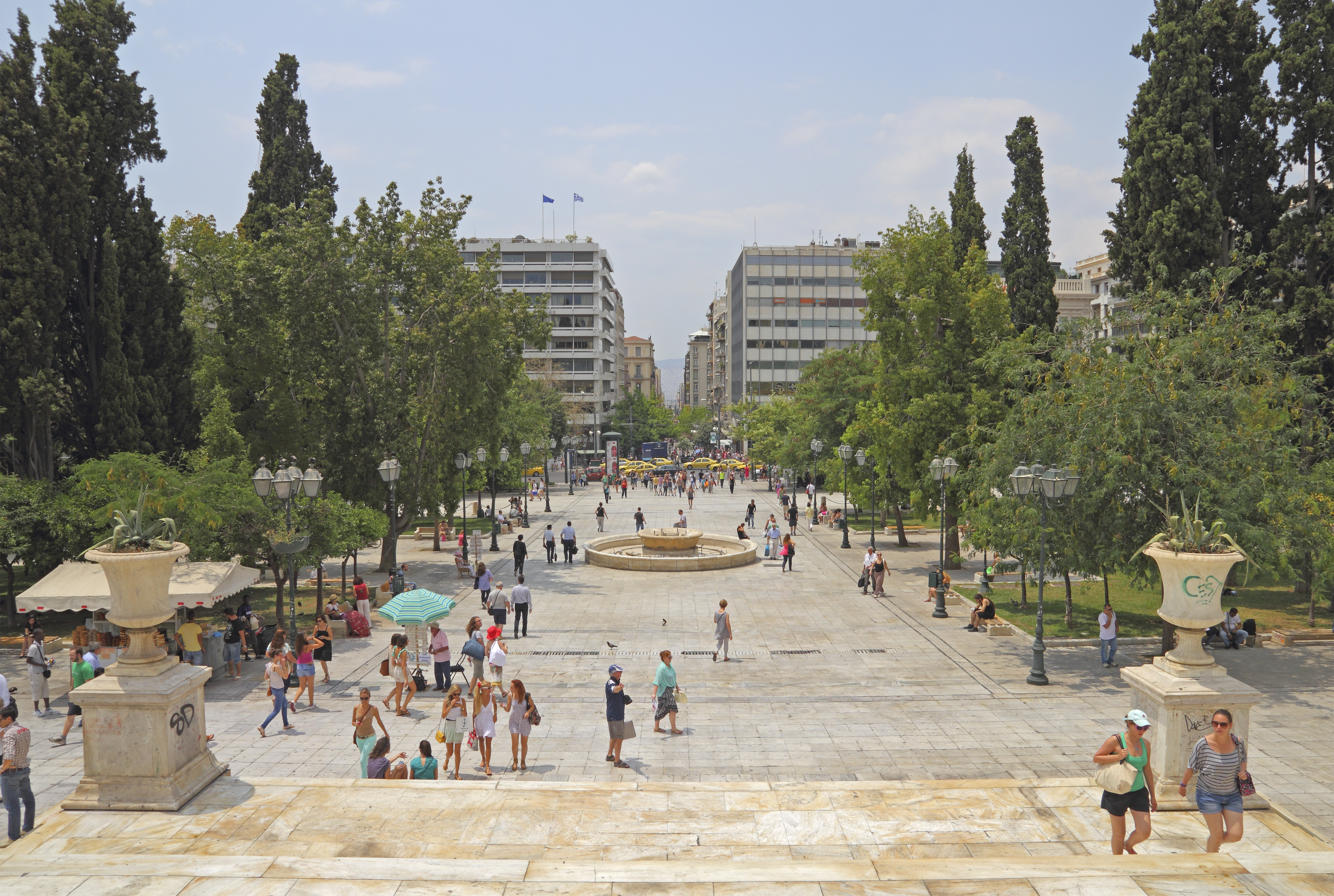
A Praça Sintagma